# Centrale électrique de Ventavon
Ancêtre du barrage de Serre-Ponçon, la centrale électrique de Ventavon est un ouvrage hydroélectrique, construit entre 1906 et 1909 sur la Durance, au nord de Sisteron un peu au sud de Gap et du lac de Serre-Ponçon pour le compte de l'Énergie électrique du littoral méditerranéen.

## Histoire
La centrale fait partie de l'aménagement hydroélectrique Durance-Verdon. Elle exploite, dix ans après sa création, une chute d'eau de 57 mètres, qui produit 23 MW.
Située au pied d'une sorte de plateau, au confluent du Beynon et de la Durance, près du village de Ventavon, elle utilise un canal de dérivation long de 14 km et d'un débit maximum de 80 m3/s, qui alimente la chambre d'eau de l'usine électrique. L'usine est reliée aux autres sites de production électrique de l'Énergie électrique du littoral méditerranéen : Le Poët, La Brillanne, le Largue, et la centrale thermique de Sainte-Tulle.
La création ultérieure du barrage de Serre-Ponçon et sa retenue de 1,2 milliard de mètres cubes d'eau relève ensuite le niveau de la Durance de 123 mètres. Les chutes de Ventavon et du Poêt sont maintenues en service mais n'ont plus la même efficacité, car il y a trop ou trop peu d'eau. En 1975, le barrage de la Saulce, de 180 mètres de longueur, et l'usine électrique de Sisteron, reliés par un autre canal cette fois long de 32 km, vont court-circuiter les anciennes usines électriques de Ventavon et du Poêt.